# Synagoga w Nowej Słupi
Synagoga w Nowej Słupi – synagoga znajdująca się w Nowej Słupi, przy ulicy Radoszów 4.
Synagoga została zbudowana w 1931 roku. Wzniesiono ją dwa lata po wielkim pożarze miasta, w którym spłonęły dwie drewniane bożnice. Synagoga została zdewastowana przez hitlerowców podczas II wojny światowej. Po zakończeniu wojny budynek przebudowano na kino, a do ściany zachodniej dobudowano dwukondygnacyjną przybudówkę. Obecnie w budynku znajduje się warsztat.
Murowany i orientowany budynek synagogi wzniesiono na planie prostokąta. Do dziś z dawnej elewacji zachowało się tylko zwieńczenie szczytu.